# Bandama
Bandama – rzeka w Wybrzeżu Kości Słoniowej, obok Komoé i Sassandry jedna z trzech najważniejszych rzek kraju.
Ma długość ok. 700 km (od źródeł Białej Bandamy), a powierzchnia jej dorzecza wynosi 97 tys. km². Uchodzi do Zatoki Gwinejskiej.
W środkowym biegu rzeki znajduje się elektrownia wodna i zbiornik retencyjny Kossou.